# Moncla
Moncla är en kommun i departementet Pyrénées-Atlantiques i regionen Nouvelle-Aquitaine i sydvästra Frankrike. Kommunen ligger i kantonen Garlin som tillhör arrondissementet Pau. År 2022 hade Moncla 85 invånare.

## Befolkningsutveckling
Antalet invånare i kommunen Moncla
| Referens: INSEE |